# Philippe de Neve
Henri Philippe de Neve, ook De Neve de Roden, (Brussel, 14 april 1777 - Waasmunster, 21 december 1847) was een Belgisch senator.

## Biografie

### Familie
De familie de Neve de Roden behoorde al sinds het begin van de 18e eeuw tot de adel, met een titel van ridder van het Heilige Roomse Rijk.
Philippe de Neve was een zoon van Jean-Charles de Neve (1739-1805) en Jeanne de Coloma (1750-1815). Hij trouwde in 1803 in Gent met gravin Constance de Bueren (1774-1858). Ze kregen twee zoons en een dochter. Ze waren de grootouders van baron Emile de Neve de Roden, burgemeester van Waasmunster en senator.
In 1816, ten tijde van het Verenigd Koninkrijk der Nederlanden, verkreeg hij adelserkenning met de titel van baron overdraagbaar bij eerstgeboorte en de titel van ridder voor zijn andere mannelijke nakomelingen.
In 1885 werd de naam gewijzigd in De Neve de Roden.

### Loopbaan
Tijdens het Verenigd Koninkrijk der Nederlanden was hij lid van de Provinciale Staten van Oost-Vlaanderen. In 1831 werd hij verkozen tot katholiek senator voor het arrondissement Dendermonde en vervulde dit ambt tot in 1835.